# Patrick O'Shaughnessy
Patrick O'Shaughnessy (Riihimäki, Finlandia, 29 de enero de 1993) es un futbolista finoirlandés que juega como lateral derecho y actualmente se encuentra sin equipo.
Su padre es irlandés y su madre es finlandesa. Su hermano Daniel O'Shaughnessy también es futbolista.

## Selección nacional
Fue internacional con la selección sub-21 de Finlandia en 6 ocasiones y convirtió un gol.

## Clubes
| Club         | País      | Año       |
| ------------ | --------- | --------- |
| Klubi-04     | Finlandia | 2009-2011 |
| MYPA         | Finlandia | 2012-2013 |
| PK-35 Vantaa | Finlandia | 2014      |
| RiPS         | Finlandia | 2015      |
| MPS          | Finlandia | 2016      |
| NJS          | Finlandia | 2017      |
| PK-35 Vantaa | Finlandia | 2018-2019 |